# Мосирок (Вашингтон)
Мосирок (енгл. Mossyrock) град је у америчкој савезној држави Вашингтон. По попису становништва из 2010. у њему је живело 759 становника.

## Демографија
Према попису становништва из 2010. у граду је живело 759 становника, што је 273 (56,2%) становника више него 2000. године.
| Група             | 2000.       | 2010.       |
| Белци             | 430 (88,5%) | 504 (66,4%) |
| Афроамериканци    | 1 (0,2%)    | 1 (0,1%)    |
| Азијати           | 1 (0,2%)    | 1 (0,1%)    |
| Хиспаноамериканци | 33 (6,8%)   | 234 (30,8%) |
| Укупно            | 486         | 759         |